# Olympus XA

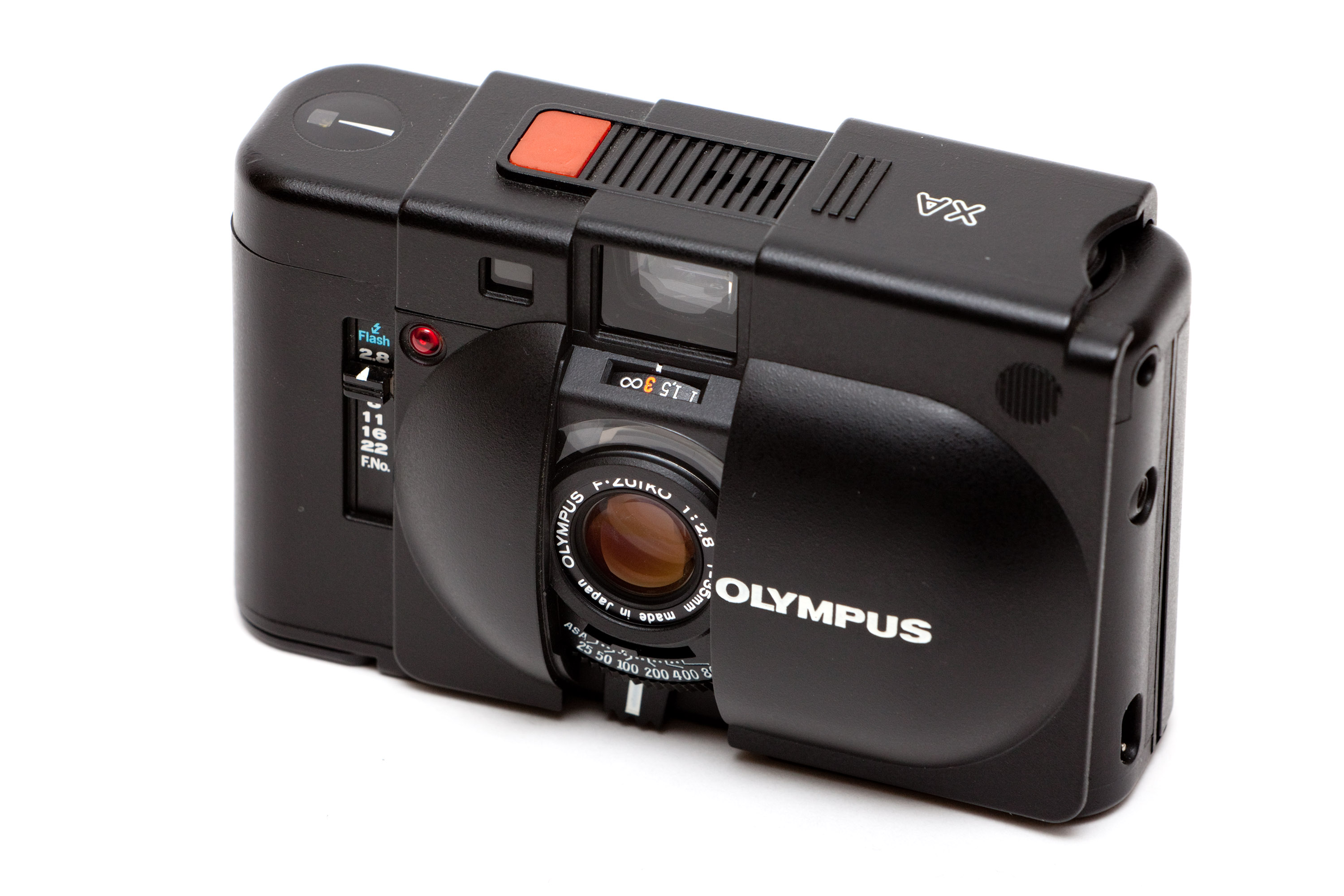
Olympus XA

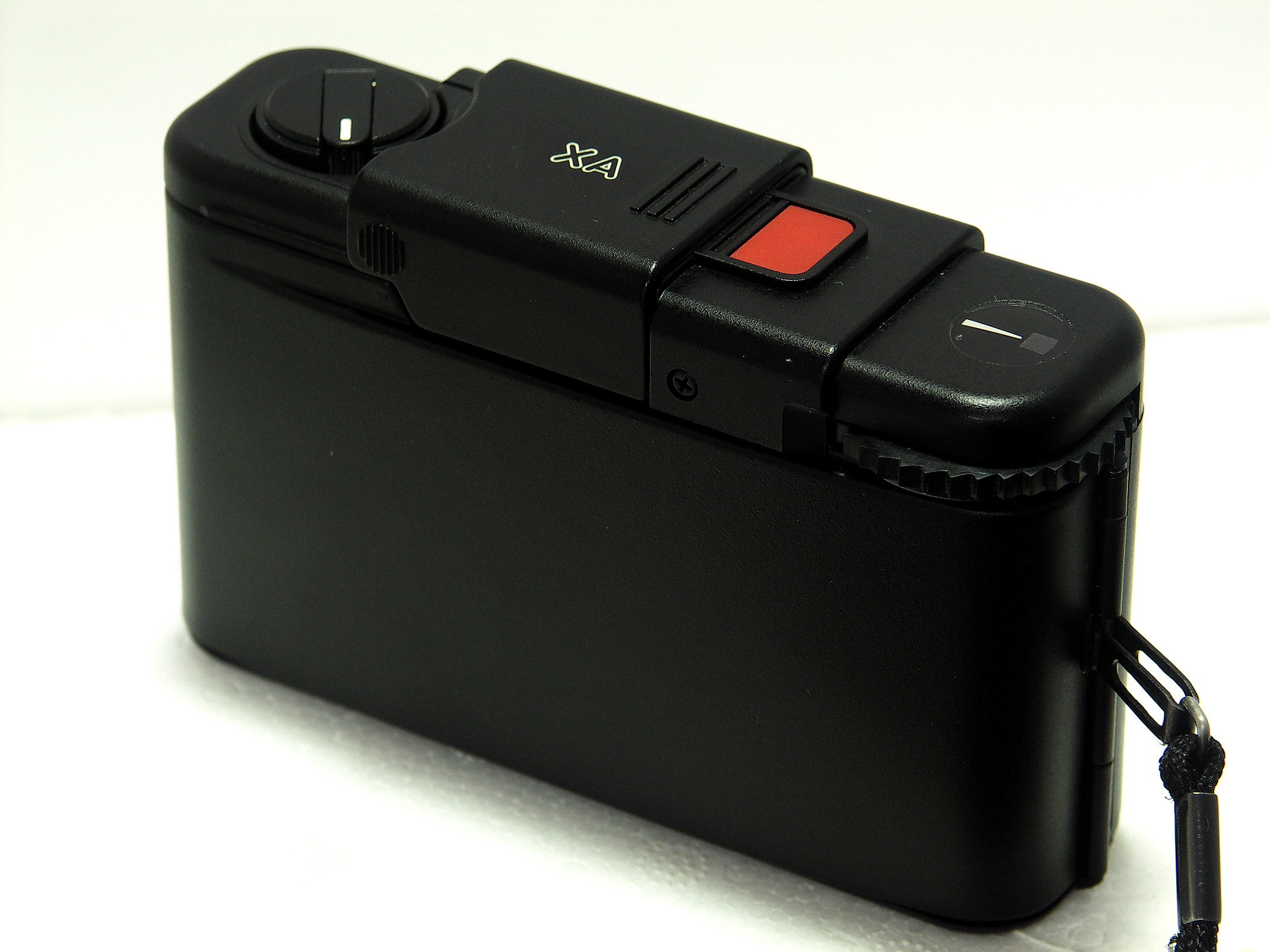
Olympus XA, Rückansicht

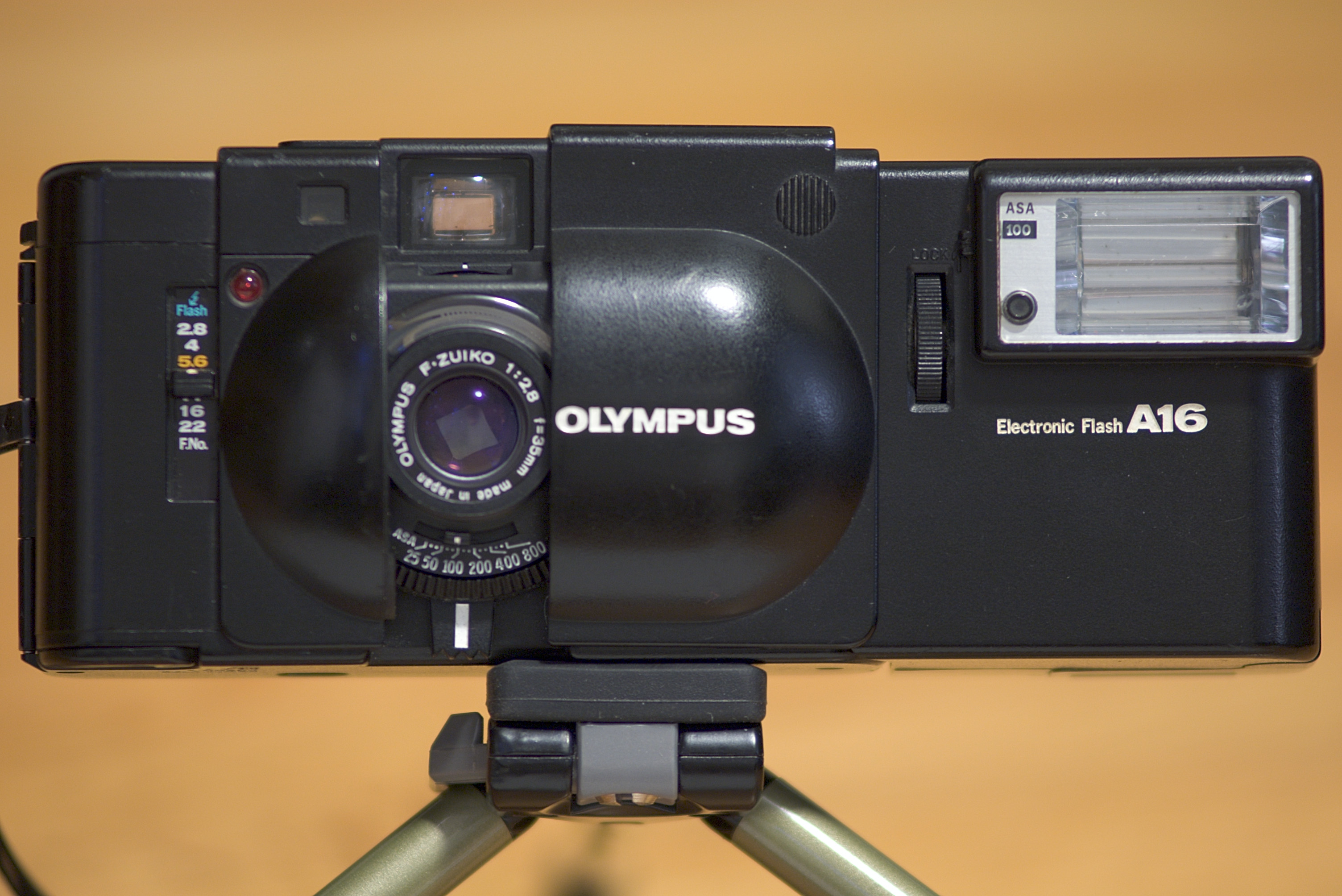
The XA mit Blitzgerät A16

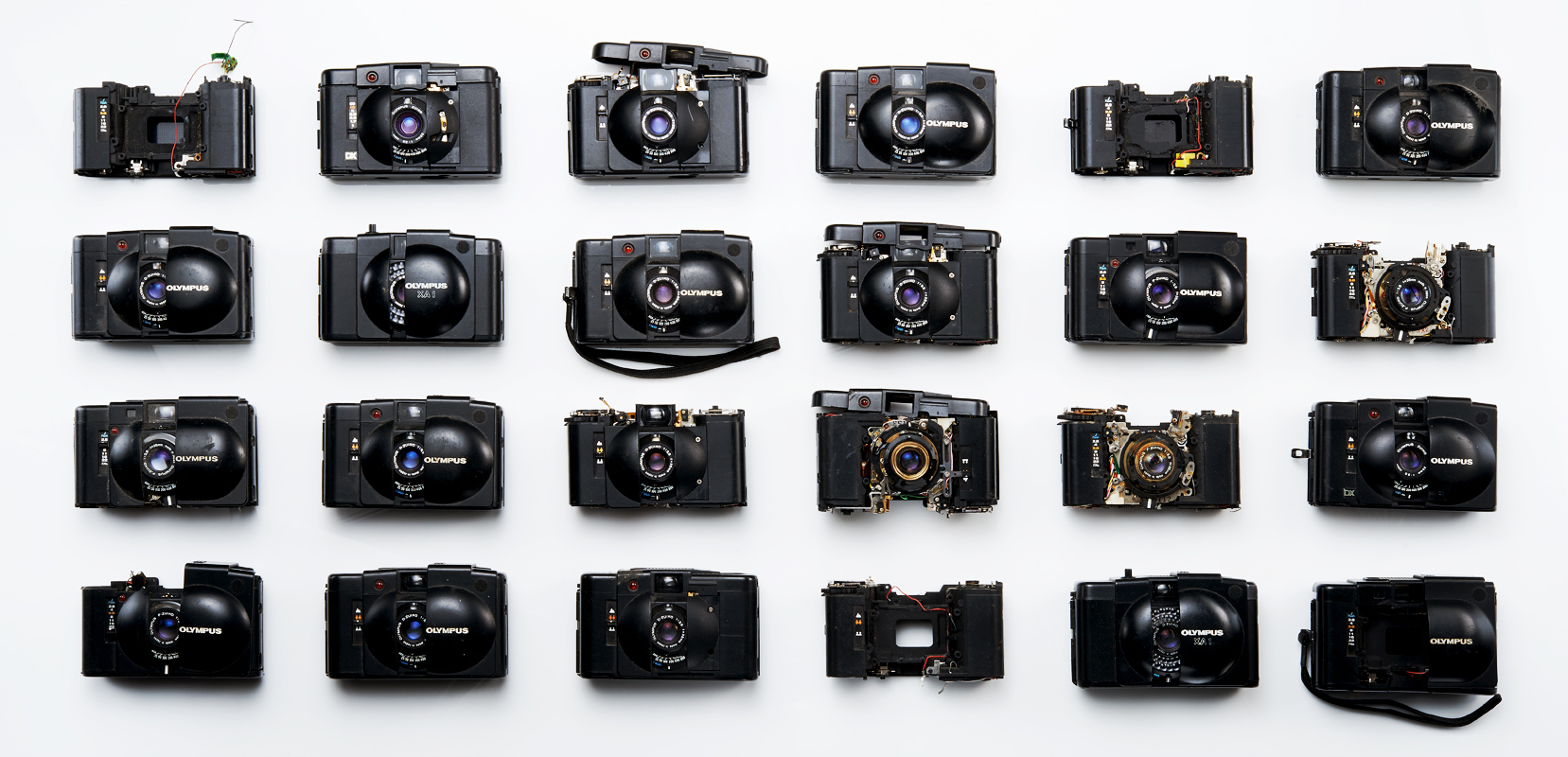
Olympus XA

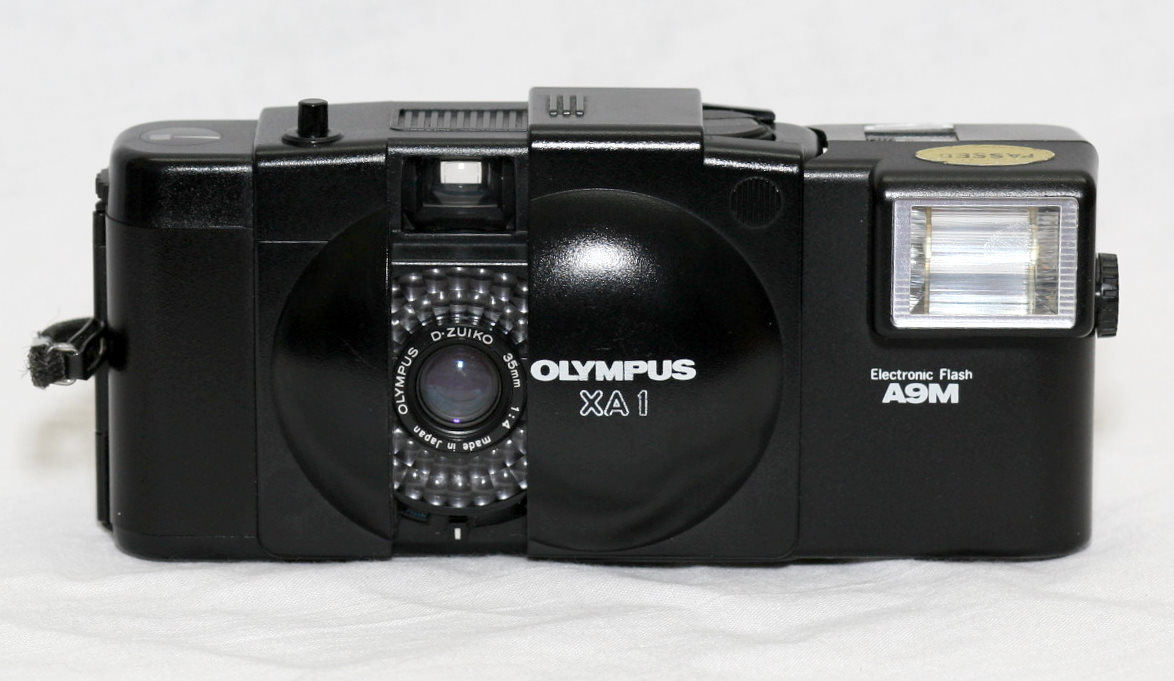
Olympus XA 1 mit A 9 M

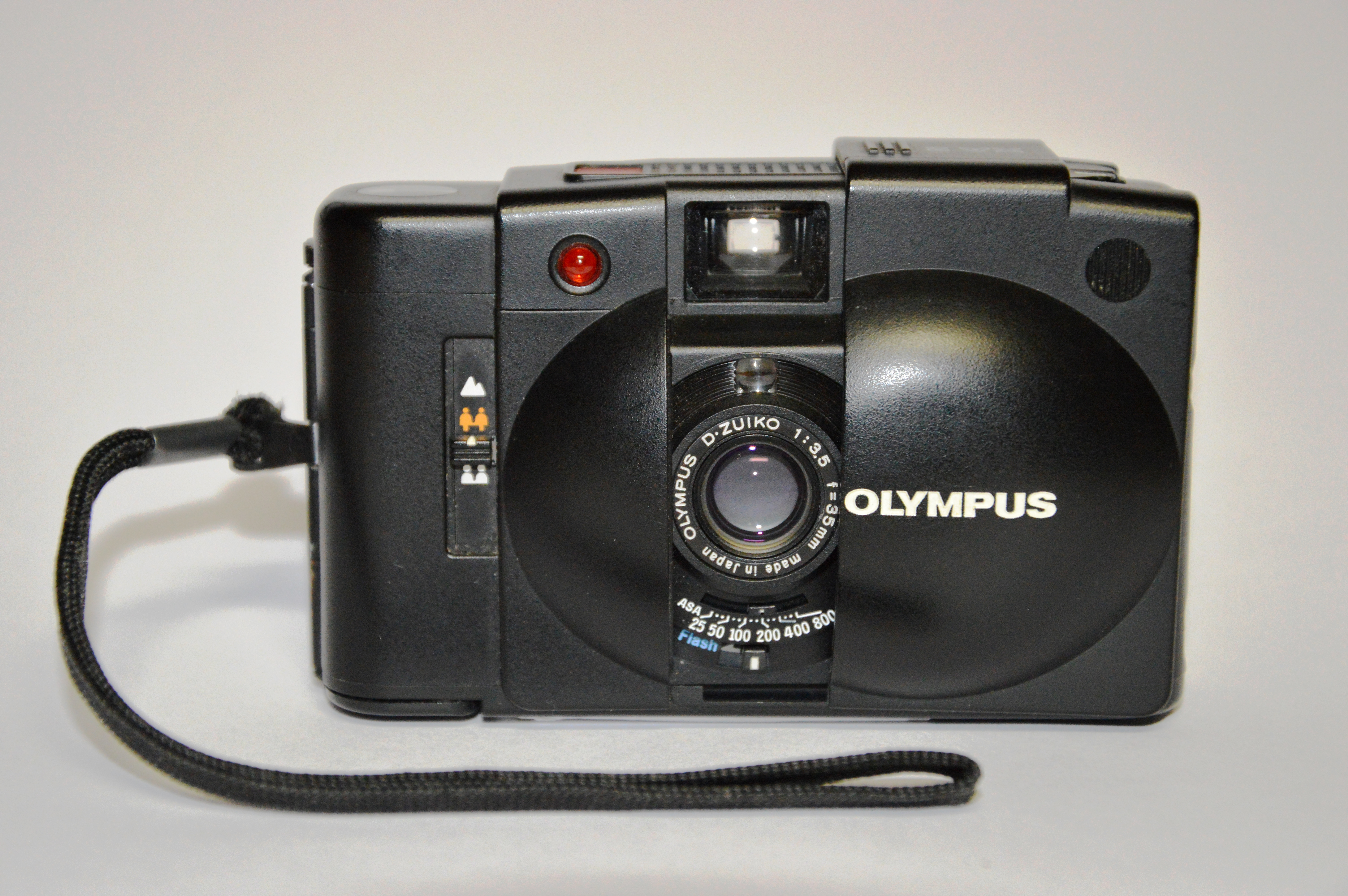
The XA 2

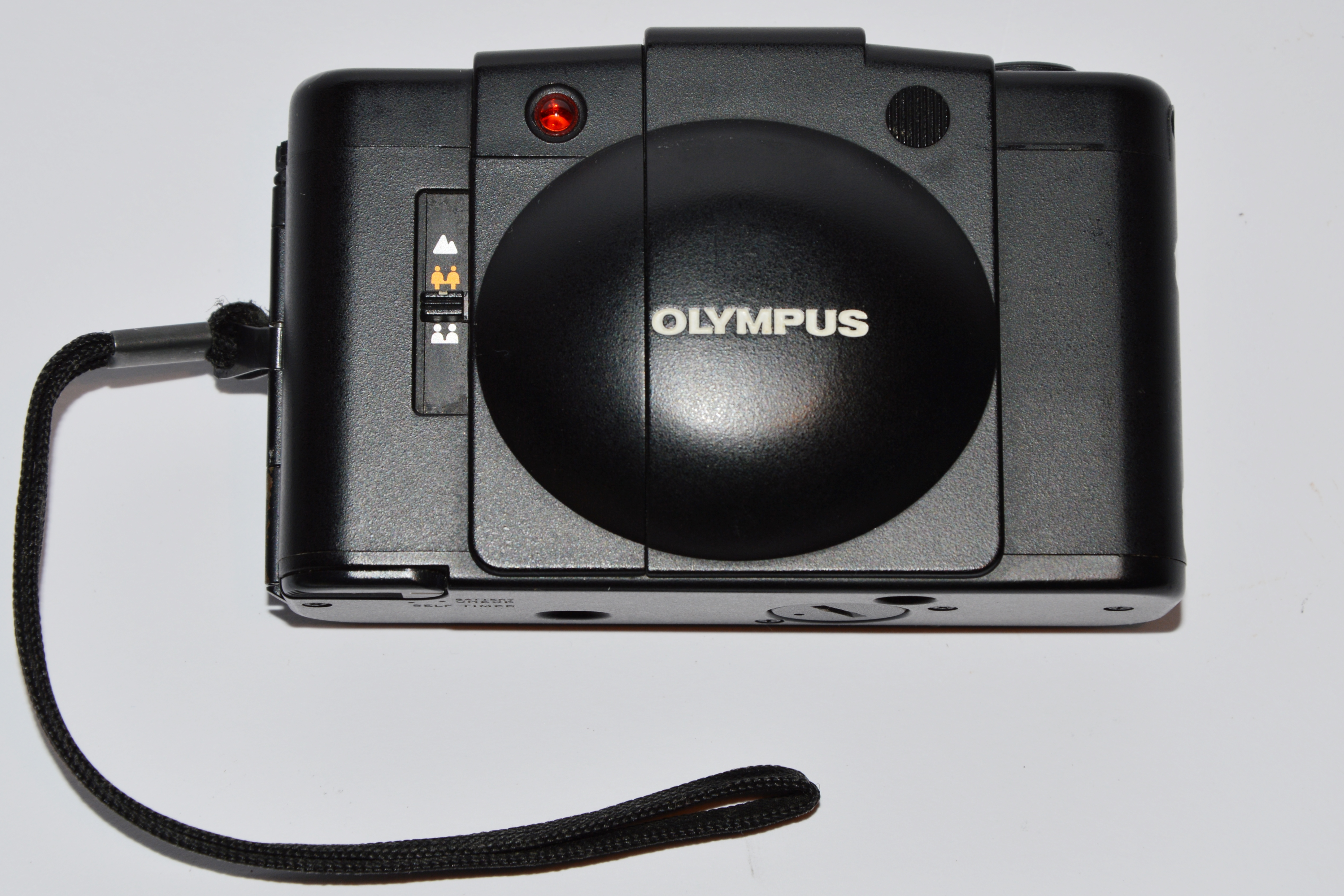
The XA 2 geschlossen

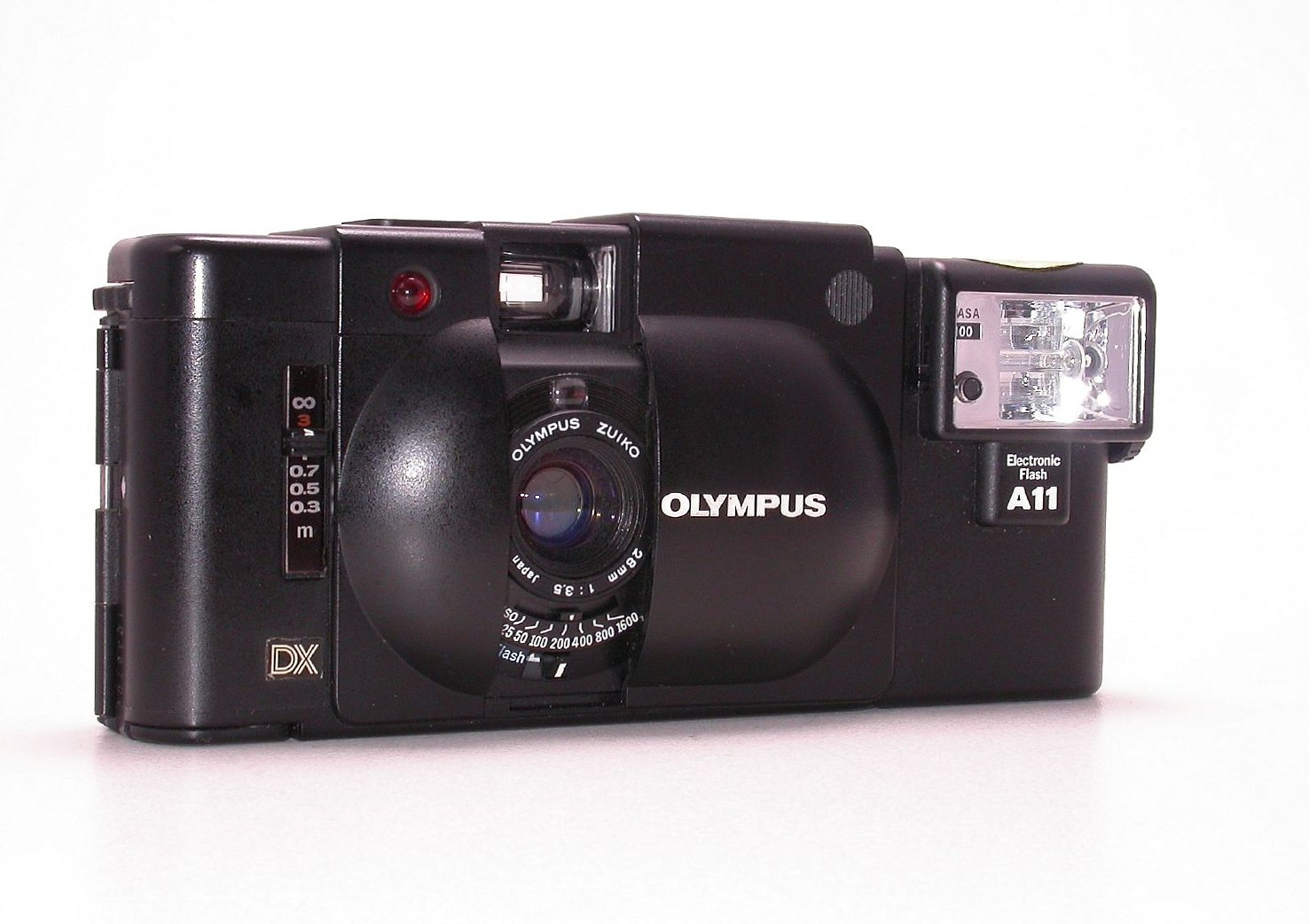
Olympus XA 4 mit A 11

Die Olympus XA war eine besonders kleine Kleinbild-Sucherkamera mit Zeitautomatik, hochwertigem Objektiv und Mischbildentfernungsmesser, die 1979 vorgestellt wurde.
Von ihr abgeleitet sind die Modelle XA 2, XA 3 und XA 4, die insbesondere durch ein einfacheres Objektiv preisgünstiger waren und sich mit ihrer Programmautomatik an Gelegenheitsfotografen wandten.

## XA

### Gehäuse
Die Olympus XA wurde von Yoshihisa Maitani entworfen und besaß einen Schieber, der als Objektivschutz diente. Die Entfernung wurde mit einem Hebel unten am Objektiv stufenlos eingestellt; die Blende mit einem weiteren Hebel seitlich vom Objektiv, der in vollen Stufen einrastete. Die Auslösetaste betätigte einen Schalter, der mit einem Elektromagneten am Verschluss verbunden war. Sie war sehr leichtgängig und konnte auch schon einmal versehentlich betätigt werden. An der Bodenplatte befand sich ein ausschwenkbarer Schalter mit den Positionen Nullstellung, Belichtungskorrektur um 1,5 Blendenstufen, Batterietest und Selbstauslöser mit 12 s Vorlaufzeit. Der Filmtransport geschah mittels eines leichtgängigen Daumenrads, der Rücktransport hingegen mit einer ausklappbaren Kurbel des Rückspulknopfs.

### Sucher
Der Leuchtrahmensucher besaß eine Vergrößerung von 0,5-fach, weswegen man den eingebauten Mischbildentfernungsmesser in seiner Genauigkeit nicht mit jenem einer großen Sucherkamera, etwa einer Leica M vergleichen konnte, zumal die Messbasis aufgrund des kleinen Gehäuses nur kurz ausfiel. Auch musste man den Hebel der Entfernungseinstellung aufgrund seines kleinen Wegs feinfühlig bedienen. Für das Weitwinkelobjektiv reichte die Genauigkeit aber aus.

### Objektiv
Der entscheidende Pluspunkt der Kamera, mit der ihr große Aufmerksamkeit zuteilwurde, lag im Objektiv, welches mit seinen sechs Linsen eine ausgezeichnete Abbildungsleistung bot: die Schärfe war ausgezeichnet und der Kontrast auch bei Gegenlicht hoch. Olympus hat wie Minox für die Brennweite 35 mm ausgewählt, um die Abmessungen gering zu halten und so ein kleines Kameragehäuse zu ermöglichen. 

### Belichtungsmessung
Der Belichtungsmesser arbeitete mit einer CdS-Zelle, welche sich unter einer Abdeckung aus transparenten Kunststoff über dem Objektiv befindet. Mit Verändern der Blende oder der Filmempfindlichkeit wird die Zelle teilweise verdunkelt, so dass sie auf die entsprechenden Werte reagieren kann. Im Sucher war an der linken Seite ein Zeigerinstrument für die Verschlusszeiten zu erkennen.

### Konkurrenten
Als kleinste Kamera für das Format 24 mm × 36 mm erschien 1966 die Rollei 35. 1974 folgte die Minox 35, welche dank der fortgeschrittenen Kunststofftechnik nochmals kleiner ausfallen konnte. Die Olympus XA lag in ihren Abmessungen dazwischen.
Verglich man diese Kameras, dann hatte die XA mit der Rollei das hochwertige Objektiv gemeinsam, während sich die Minox auf ein Vierlinser beschränkte. Und mit der Minox hat sie die Zeitautomatik gemeinsam, während die Rollei nur eine Nachführ-Belichtungsmessung besaß. Einen eingebauten Entfernungsmesser besaß nur die XA, während es einen Zubehörschuh nur an der Minox und der Rollei gab. Die XA konnte man deswegen nur mit einem primitiven Spezial-Blitzgerät betreiben.

## XA 1 bis XA 4

### XA 1
Die XA 1 war gegenüber der XA stark abgemagert, man konnte sie im geöffneten Zustand an der Selenzelle rund um das Objektiv herum leicht erkennen. Da sie ohne Batterie arbeitete, funktionierte der Auslöser vollmechanisch. Im Hinblick auf Laien gab es das von Agfa bekannte System der Entfernungseinstellung in drei Stufen, die mit den Symbolen Porträt, Gruppe und Landschaft bezeichnet waren. Dazu diente jener Hebel, der bei der XA die Blende verstellte. Die XA 1 erschien als besonders preisgünstiges Modell und kostete etwa 150 DM.

### XA 2 und XA 3
Die XA 2 war weniger stark abgemagert, sie behielt den Batteriebetrieb ebenso bei wie den Selbstauslöser oder eine Entfernungseinstellung in drei Stufen, für letzteres diente ebenfalls jener Hebel, der bei der XA die Blende verstellte. Er stellte sich beim Schließen der Kamera automatisch auf 3 m, dieser Durchschnittswert sollte ein völlig unscharfes Bild bei vergessener Entfernungseinstellung vermeiden. Das Gehäuse war gewöhnlich wie bei der XA schwarz, Olympus hat aber auch wenige Kameras und Blitzgeräte A 11 in Weiß, Rot und Blau gebaut sowie ein Werbemodell in Rosa.
Die XA 3 war bis auf die DX-Codierung und die Belichtungskorrektur identisch. Auch von ihr hat Olympus ganz wenige farbige Modelle gebaut.

### XA 4
Die XA 4 war technisch identisch mit der XA 3, besaß aber ein Makro-Objektiv mit geringerer Brennweite, dessen Naheinstellgrenze bei 0,3 m lag. Die Entfernungseinstellung wurde beim Schließen der Kamera ebenfalls auf 3 m verstellt.

## Blitzgeräte
Alle Kameras der Olympus XA-Serie besaßen keinen Zubehörschuh, die einzige Möglichkeit zu Blitzen bestand darin, seitlich ein Spezial-Blitzgerät anzuschrauben. Dabei ist das A 11 am meisten verkauft worden.

### A 11
Das A 11 war ein besonders kleines Blitzgerät, es arbeitete mit einer einzigen Mignonzelle und bot nur Leitzahl 10 bei ISO 100/21°. Es arbeitete recht primitiv: Man konnte lediglich die Filmempfindlichkeit auf ISO 100/21° oder ISO 400/27° einstellen. Für Filme mit anderer Empfindlichkeit empfahl Olympus, den nächstgelegenen Wert zu wählen, was bei Negativfilmen in der Regel unproblematisch, für Umkehrfilm aber nicht ideal war. Die Kamera musste man dabei auf Blitzen stellen, die XA, in dem man den Blendenhebel auf „Flash“ stellte. Die eingebaute Helligkeitssteuerung arbeitete mit f/4, infolgedessen betrug die Reichweite 2,5 m bei niedriger und 5 m bei hoher Empfindlichkeit.
Im Falle der XA konnte man den Blitz auch auf volle Leistung stellen und dann die Blende manuell an der Kamera wählen. Bei ISO 100/21° betrug die maximale Reichweite folglich 3,9 m. 

### A 16
Das A 16 unterschied sich vom A 11 dadurch, dass es etwas größer ausfiel, zwei Mignonzellen aufnehmen konnte und dafür Leitzahl 16 bei ISO 100/21° bot. Infolgedessen betrug seine Reichweite 4 m bei der niedrigen und 8 m bei der hohen Empfindlichkeit sowie 5,7 m bei ISO 100/21° im manuellen Betrieb. Es wurde erst einige Zeit nach der XA vorgestellt und wesentlich seltener verkauft. 

### A 9 M
Das A 9 M passte zwar ebenfalls an alle Kamera der XA-Serie, es ist aber speziell für die XA 1 vorgestellt worden und besaß deswegen keinen manuellen Betrieb. Das Gerät fiel etwas kleiner und leichter aus als das A 11 und beschränkte sich auf Leitzahl 9 bei ISO 100/21°. Daraus resultierte eine Reichweite von 2,3 m bei der niedrigen und 4,5 m bei der hohen Empfindlichkeit.

### A 1 L
Das A 1 L war ein Spezialgerät für die XA 4, um Macro-Aufnahmen auszuleuchten. Das L in der Bezeichnung deutete auf eine Lithiumbatterie hin, sie war fest eingebaut und nur nach Öffnen des Gehäuses mittels Schraubendreher zugänglich.

## Technische Daten
|                        | XA                                         | XA1                         | XA2                        | XA3                                               | XA4                                               |
|                        |                                            |                             |                            |                                                   |                                                   |
| Objektiv               | F.Zuiko f/2,8                              | D.Zuiko f/4                 | D.Zuiko f/3,5              | D.Zuiko f/3,5                                     | Zuiko f/3,5                                       |
| Brennweite             | 35 mm                                      | 35 mm                       | 35 mm                      | 35 mm                                             | 28 mm                                             |
| Zahl der Linsen        | 6                                          | 4                           | 4                          | 4                                                 | 5                                                 |
| größter Blendenwert    | f/22                                       | f/22                        | f/14                       | f/14                                              | f/14                                              |
| Verschlusszeiten       | 10 s bis 1⁄500 s                           | 1⁄30 s bis 1⁄250 s          | 2 s bis 1⁄750 s            | 2 s bis 1⁄750 s                                   | 2 s bis 1⁄750 s                                   |
| Entfernungseinstellung | 0,9 m bis ∞ Mischbildentfernungsmesser     | 1,5 m bis ∞ Fixfocus        | 1,2 m bis ∞ drei Symbole   | 1,2 m bis ∞ drei Symbole                          | 0,3 m bis ∞ eingebautes Maßband                   |
| Belichtung             | Zeitautomatik Korrektur +1.5 Blendenstufen | Programmautomatik           | Programmautomatik          | Programmautomatik Korrektur +1.5 Blendenstufen    | Programmautomatik Korrektur +1.5 Blendenstufen    |
| Filmempfindlichkeit    | ISO 15/25° bis ISO 30/800°                 | ISO 21/100° und ISO 27/400° | ISO 15/25° bis ISO 30/800° | DX-Codierung manuell: ISO 15/25° bis ISO 33/1600° | DX-Codierung manuell: ISO 15/25° bis ISO 33/1600° |
| Batterie               | 2× LR/SR 44                                | keine (Selenzelle)          | 2× LR/SR 44                | 2× LR/SR 44                                       | 2× LR/SR 44                                       |
| Größe                  | 102 mm × 64,5 mm × 40 mm                   | 104 mm × 65 mm × 40 mm      | 102 mm × 65 mm × 40 mm     | 102 mm × 65 mm × 40 mm                            | 102 mm × 64,5 mm × 38,5 mm                        |
| Gewicht                | 225 g                                      | 190 g                       | 200 g                      | 220 g                                             | 230 g                                             |
| Zeitraum               | 1979 bis 1985                              | 1982 bis 1986               | 1980 bis 1986              | 1985 bis 1991                                     | 1985 bis 1991                                     |